# Shinshokan

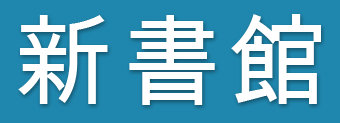
Logo de la editorial Shinshokan Co.,Ltd.

Shinshokan Co.,Ltd. es una editorial de manga conocida por ser la editorial que publicó los primeros trabajos profesionales de CLAMP.
Publica mucho material yaoi o shōnen-ai (con sus publicaciones Dear+ y Boy's Jam)

## Revistas publicadas por esta editorial
- Wings (también llamada previamente South)
- Dear+
- Boy's Jam
- Un Poco